# Psittacella
Papagalii tigru sunt membri ai genului Psittacella (singurul gen din subfamilia Psittacellinae) din familia Psittaculidae, numiți după spatele lor cu dungi care amintesc de tigru. Genul conține următoarele specii, toate endemice insulei Noua Guinee.
- Psittacella madaraszi
- Psittacella modesta
- Psittacella picta
- Psittacella brehmii